# Bollebygds kyrka
Bollebygds kyrka är en kyrkobyggnad som ligger i västra delen av samhället Bollebygd. Den tillhör Bollebygds församling i Göteborgs stift.

## Kyrkobyggnaden
Kyrkan i nyklassicistisk stil började uppföras 1843 av en lokal byggmästare och invigdes 1849. Den ersatte en stenkyrka från 1200-talet som låg knappt 200 meter åt väster.
Nuvarande kyrka består av rektangulärt långhus med utbyggd rund sakristia i öster och kyrktorn i väster. Ingången finns i väster och går genom tornets bottenvåning. Ytterligare ingångar finns mitt på långhusets södra och norra sidor. Kyrkorummets innertak har ett tunnvalv med profilerad taklist. 1935 restaurerades kyrkan efter ritningar av Knut Nordenskjöld.

## Inventarier

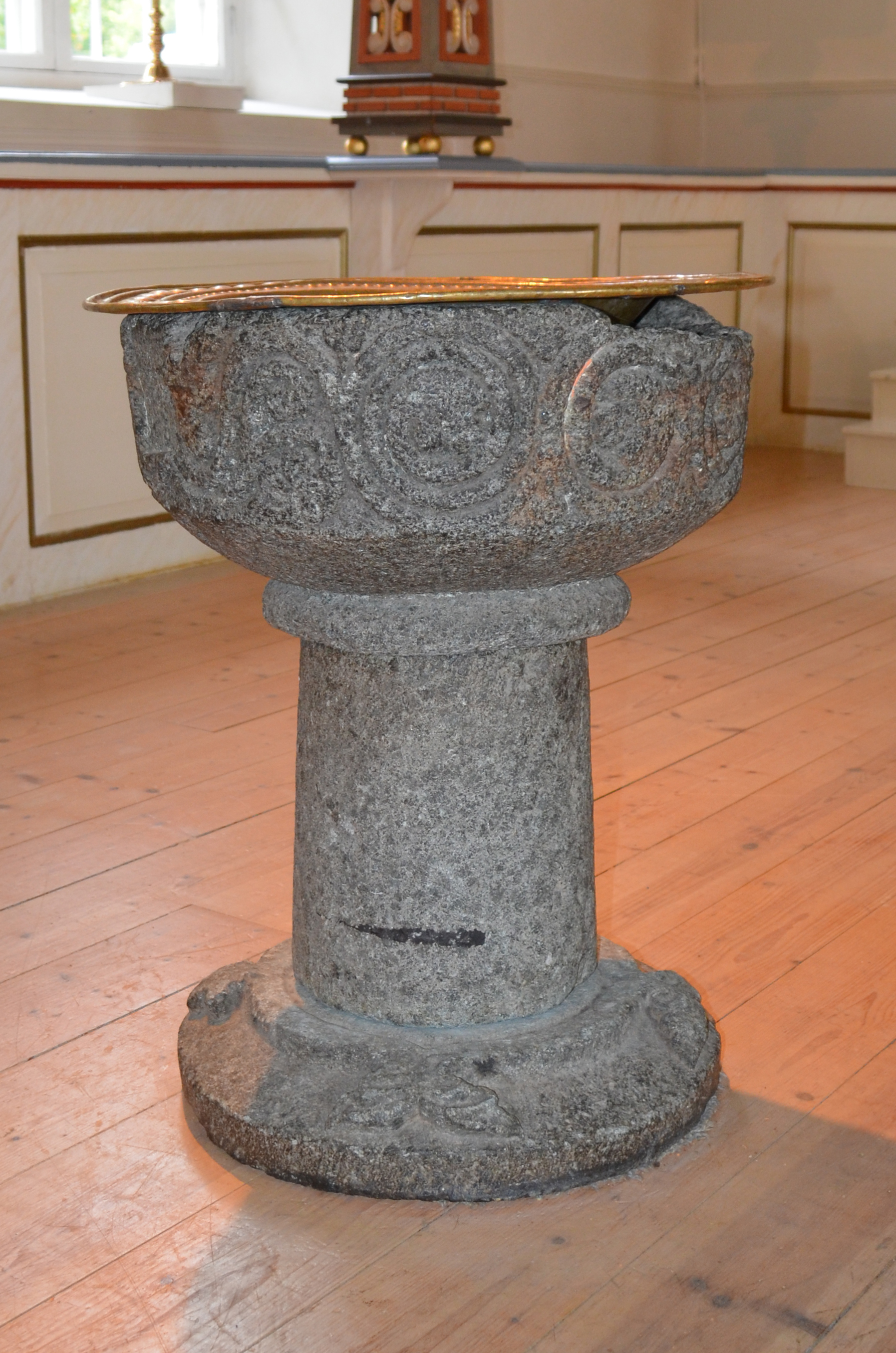
Dopfunten

- I korets norra del står en dopfunt i täljsten i tre delar tillverkad på 1200-talet av dopfuntmästaren Thorkillus. Den totala höjden är 72 cm. Cuppan är cylindrisk med rundad undersida och nedtill avslutad med en kraftig vulst. Dekorerad på livet med en spiralvriden akantus. Skaftet är långt och nästan cylindriskt. Nedtill finns ett kors. Fotskivan är rund och plattan på översidan har tre tvådelade växtornament och en trebladig knopp. Centralt, genomgående uttömningshål.  Svåra skador.[1][2]
- I sakristian förvaras en nygotisk dopfunt av trä från 1800-talet.
- Altaruppsatsen i barockstil är snidad 1704 av Anders Ekeberg i Borås och målad 1710 av Sven Wernberg. Med motiv i tre nivåer skildras Jesu födelse, Golgata samt Himmelsfärden. Altartavlan är inramad med basunänglar och kvinnofigurer. Dessutom finns Karl XII:s namnchiffer, svärdet och riksvapnet. Den restaurerades genomgripande åren 1979-1980.
- Predikstolen är utförd 1702 av Anders Ekeberg. 1849 tillverkades ett nytt ljudtak. 1935 monterades delar av ett äldre ljudtak ihop med ett nyare ljudtak (troligen det från 1849).
- På söderväggen hänger ett triumfkrucifix från 1400-talet
- Intill predikstolen står en madonnaskulptur som möjligen är från medeltiden.

## Klockor
- Den tidigare lillklockan, Bollebygdsklockan, sprack vid ringning och då den ansågs oreparabel, såldes den 1899 till Statens historiska museum för 500 kronor. Försök att få återköpa den på 1950-talet blev utan framgång. Klockan är ovanlig eftersom den är en av nitton kända klockor med runinskrift. Därigenom är även dess namn Katerina bevarat åt eftervärlden. Den saknar datering men bedöms vara från 1200-talet. Inskriften är på latin och blir i ordagrann översättning: Här ljudet hörs, här smekes ett oroligt sinne. Katarina ger ett gott ljud åt ett troende folk.
- Storklockan göts om 1881 men uppges ha saknat inskrift.[3]

## Bilder

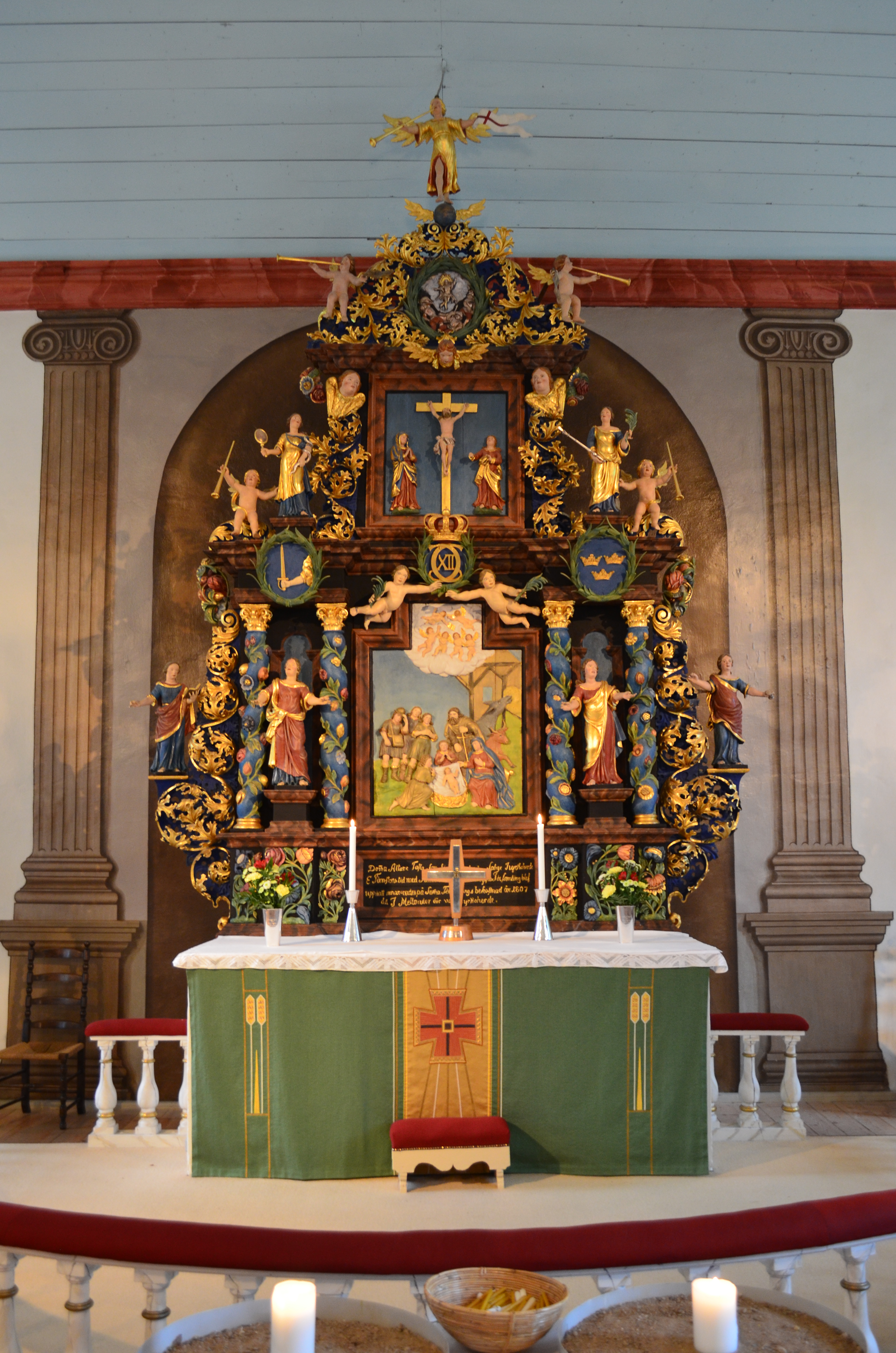
Altaret.
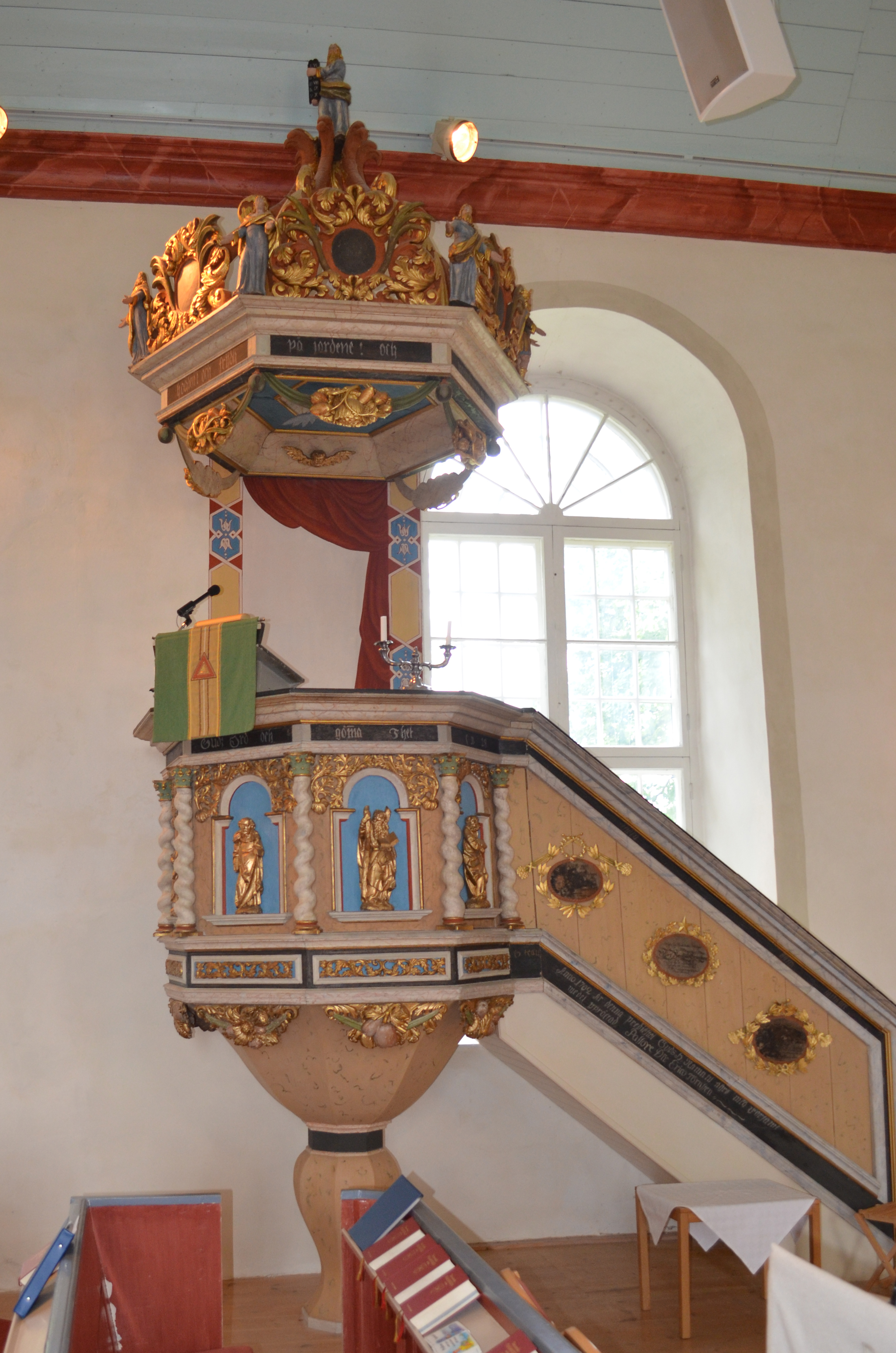
Predikstolen.
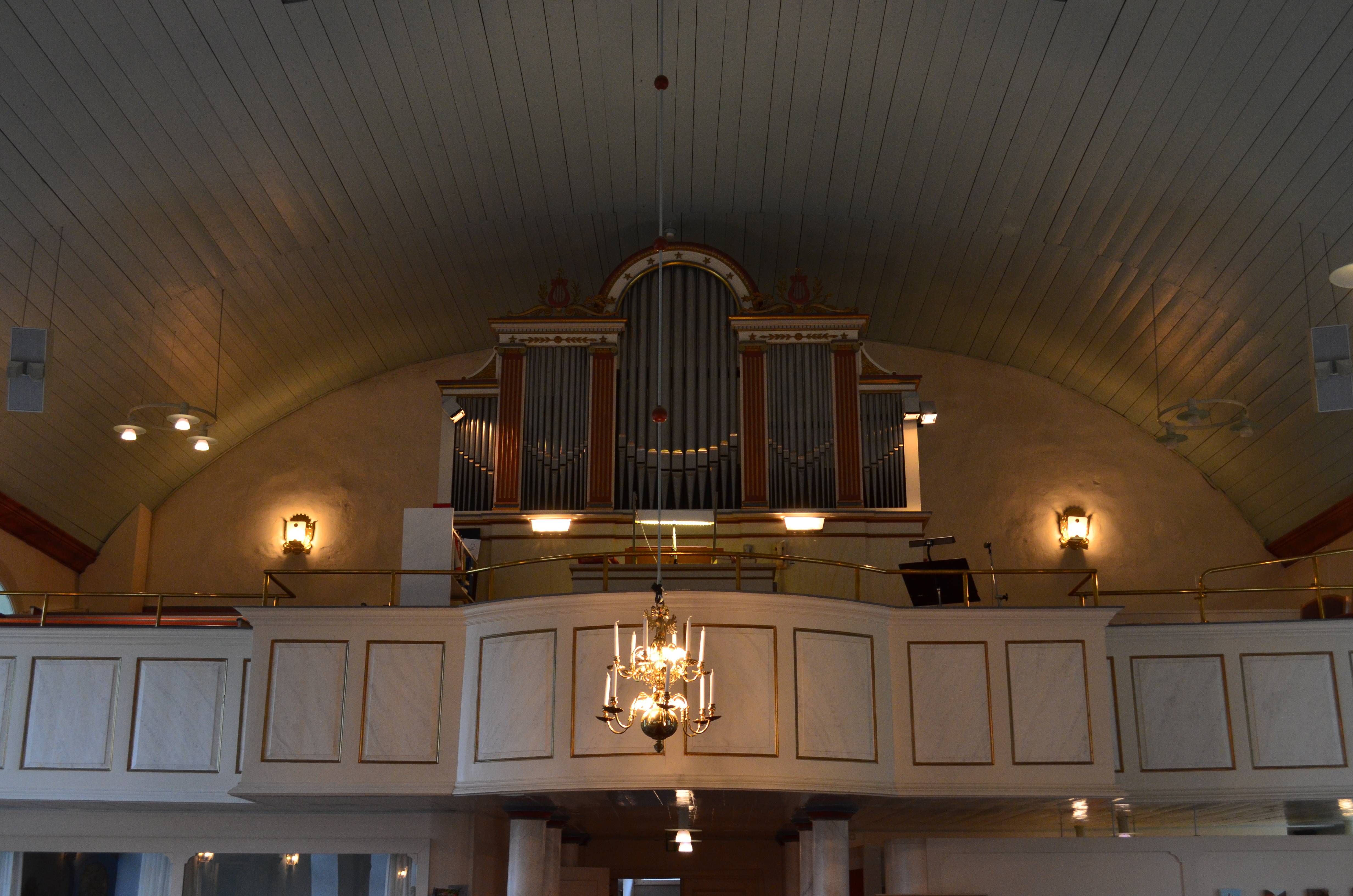
Orgelläktaren.
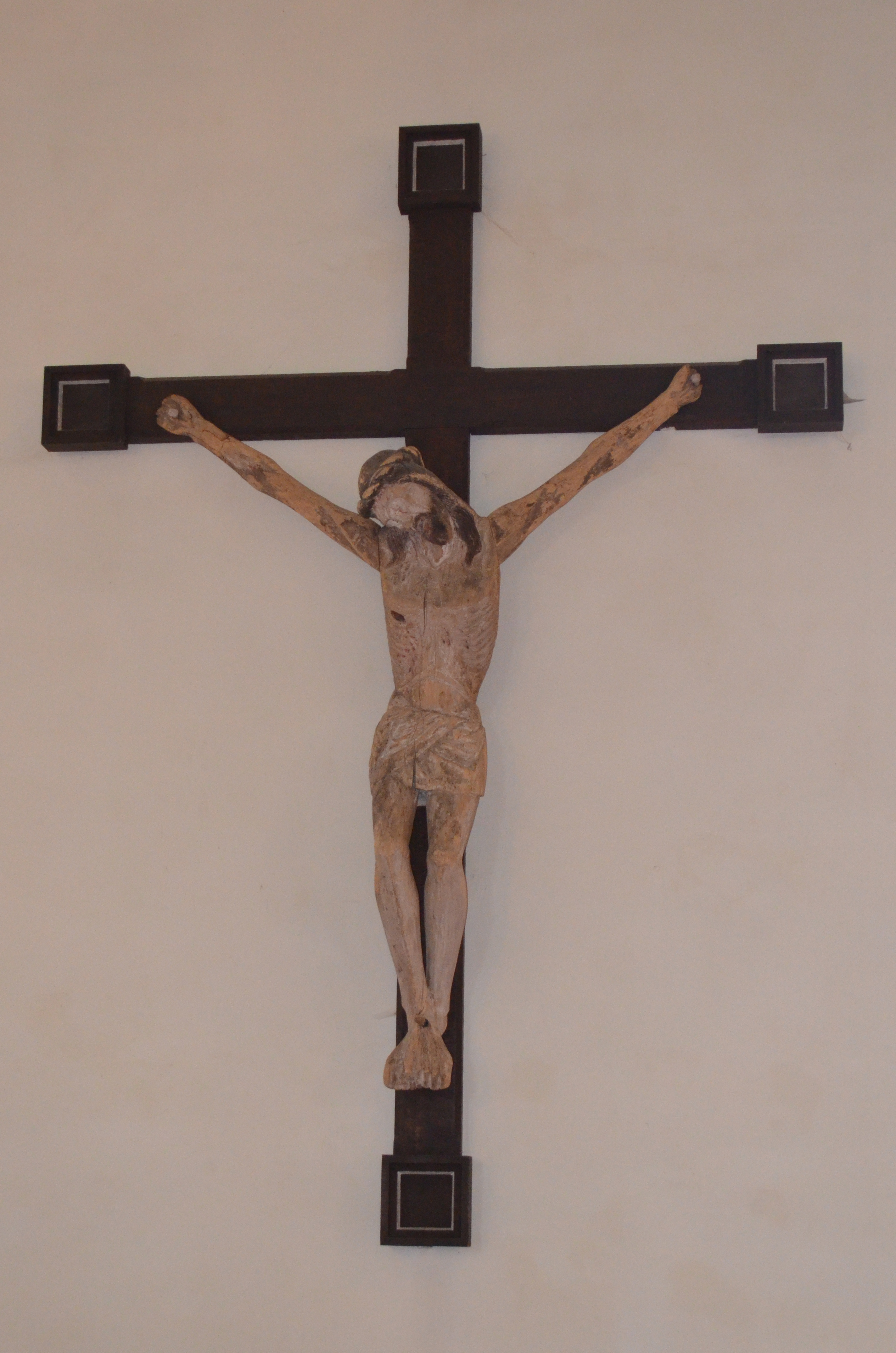
Triumfkrucifix.
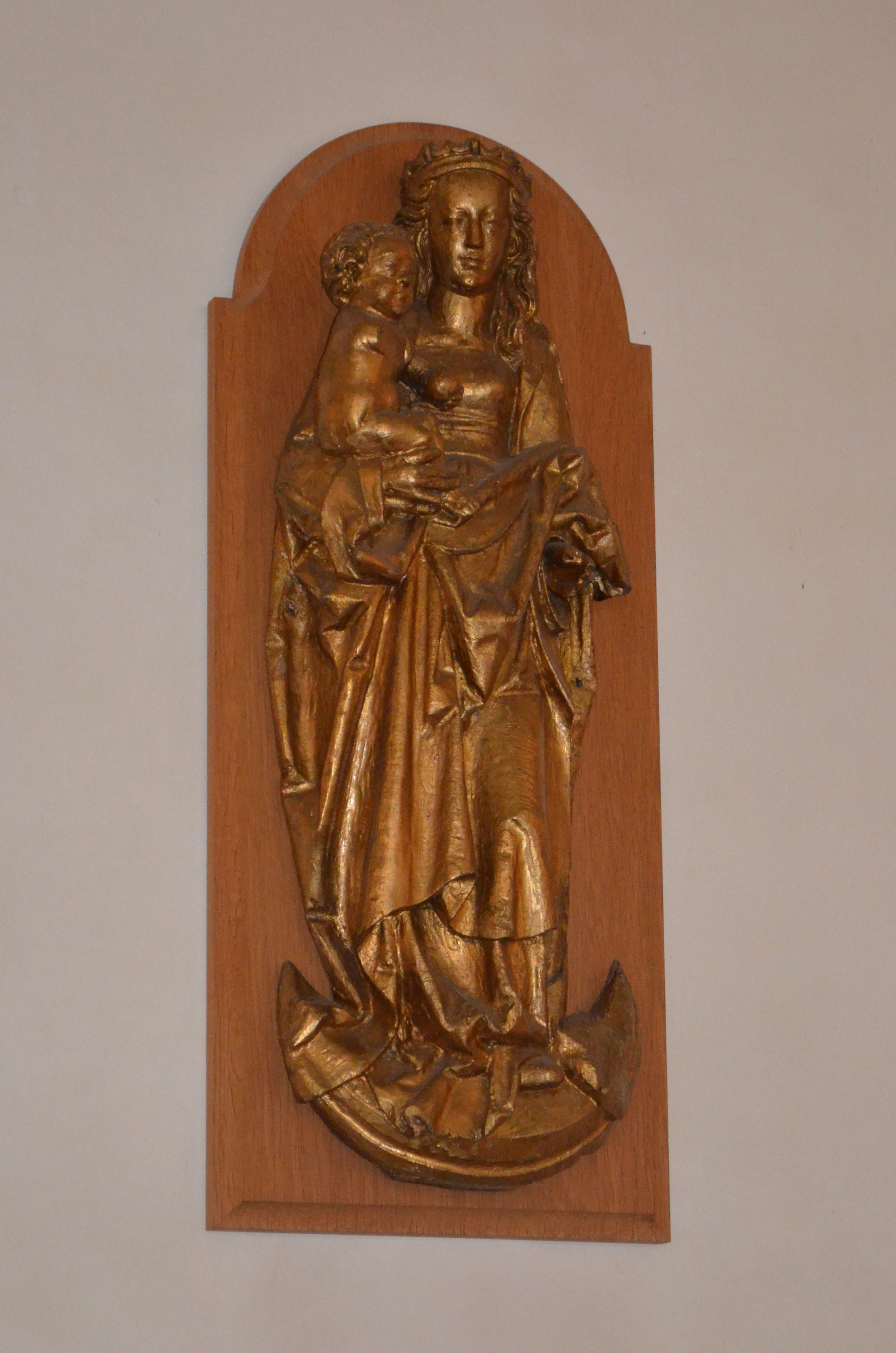
Madonna.
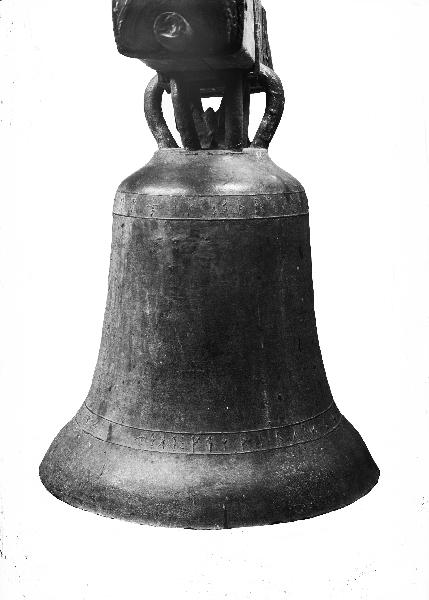
Den tidigare kyrkklockan, Bollebygdsklockan, pryddes med en runrad.